# 埃爾特蘭西托
埃爾特蘭西托（西班牙語：El Tránsito），是薩爾瓦多的城鎮，位於該國東部，由聖米格爾省負責管轄，面積43.72平方公里，海拔高度99米，2007年人口18,363，人口密度每平方公里420.01人。
13°21′N 88°21′W / 13.350°N 88.350°W